# Jentina E. Leene
Jentina Emma Leene (Amsterdam, 5 september 1906 – Voorschoten, 28 oktober 1994) was een Nederlands wetenschapper. Ze begon haar carrière in de zoölogie, met name carcinologie, was daarna leraar op middelbare scholen, en vervolgens textielwetenschapper.

## Loopbaan
Leene werd op 5 september 1906 in Amsterdam geboren. Ze behaalde in 1931 een masterdiploma in zoölogie aan de Universiteit van Amsterdam. Tijdens haar studie specialiseerde ze zich in vergelijkende anatomie, waarbij ze samen met Adriana Geertruida Vorstman de harten van varanen van het geslacht Varanus bestudeerde. 
Ze vervolgde haar masterstudie met een promotieonderzoek, waarin ze de taxonomie van krabben bestudeerde, waarschijnlijk onder invloed van haar leraar Johan Egbert Willem Ihle, die werkte aan de exemplaren verzameld door de Siboga-expeditie van 1899-1900. 
Ihle werkte aan de zwemkrabben, Portunidae, die verzameld werden tijdens deze expeditie. Hij schonk de collectie aan Leene, die vervolgens werkte aan een monografie over de familie, en daarbij een aantal musea in binnen- en buitenland bezocht. 
Leenes proefschrift werd in 1930 gepubliceerd als een grondige studie van de zwemmende krabben van het geslacht Charybdis en enkele andere kleinere geslachten van de familie Portunidae. Ze promoveerde op 22 juni 1938 cum laude en haar proefschrift wordt nog steeds beschouwd als een belangrijk werk voor onderzoekers die de Portunidae bestuderen.

#### Onderwijs
Door de economische situatie in de jaren dertig kon Leene haar loopbaan in de zoölogie niet verder zetten. Om rond te komen werd ze biologieleraar. Op 15 oktober 1939 werd ze aangesteld als lerares biologie aan een meisjesschool voor technisch onderwijs in Arnhem; daarnaast had ze een baan als docent in Haarlem. Toen een docent gespecialiseerd in textiel vertrok, werd Leene gevraagd ook dat vak ook op zich te nemen. Ze raakte geïnteresseerd en bedreven in dit onderwerp en in 1945 werd ze aangesteld als curator bij de afdeling Vezeltechnologie van de afdeling Mechanische Technologie van de toenmalige Technische Hogeschool Delft (nu TU Delft).

#### Vervolg van wetenschappelijke loopbaan
Tijdens haar werk als leraar in 1938 en 1945 hield ze weinig tijd over voor wetenschappelijk onderzoek, maar ze hernieuwde haar carrière, dit keer op het gebied van textielconservering. Leene werd benoemd tot lector vezeltechnologie aan de Universiteit van Delft en werd later benoemd tot hoogleraar, totdat ze in 1971 met pensioen ging.
Leene publiceerde in 1949 in samenwerking met Alida Buitendijk nog een artikel op het gebied van carcinologie, waarin ze drie nieuwe soorten beschreef. Dit was in een speciale editie van het tijdschrift Bijdragen tot de Dierkunde, ter viering van de zeventigste verjaardag van Johan Egbert Willem Ihle en een andere van haar leraren, professor Lieven Ferdinand de Beaufort, die directeur was geweest van het Zoölogisch Museum van Amsterdam. Het artikel van Leene en Buitendijk werd streng geredigeerd, maar de bekende carcinoloog Lipke Holthuis vond het volledige manuscript in Buitendijks archief na haar overlijden in 1950. Met de hulp van Leene publiceerde hij de rest van het artikel in 1952.
Na haar pensionering in 1971 trok Leene zich terug in Voorschoten, waar ze met een vriendin in een appartement in een bejaardentehuis woonde, tot haar dood in 1996 op 88-jarige leeftijd.

## Publicaties (selectie)

### Zoölogie
Tijdens haar loopbaan in de carcinologie publiceerde Leene onder andere:
- (en) Leene, Jentina E.  (1938). The Decapoda Brachyura of the Siboga-Expedition. VII. Brachygnatha: Portunidae. Siboga Expedition  39c3
- (en) Leene, Jentina, Buitendijk, Alida  (1949). Note on Charybdis ihlei nov. spec., Charybdis beauforti nov. spec., and Charybdis edwardsi nom. nov., from the collections of the British Museum (Natural History), London. Bijdragen tot de dierkunde  28 (1): 291–298. ISSN:0067-8546
- (en) Leene, Jentina E., Buitendijk, Alida  (1952). On some Portunid crabs from the Indo-westpacific region. Zoologische Mededelingen  31 (19): 213–223. ISSN:0024-0672

### Conservering en restauratie van textiel
- (en) Leene, Jentina E.  (1964-01). The Conservation of Textiles. Studies in Conservation  9 (sup1): 1–7. ISSN:0039-3630. DOI:10.1179/sic.1964.s001.
- (en) Leene, Jentina Emma (1972). Textile Conservation. Smithsonian Institution. ISBN 978-0-317-10509-4.